# U-ホール
U-ホール（U-Haul International, Inc.）は、1945年創業の北米の設備レンタル会社である。本社はアリゾナ州フェニックス。ワシントン州リッジフィールドでレオナルド・ショーン（Leonard Shoen）により設立された。彼は当初、妻の実家が所有するガレージで営業していたが、ガソリンスタンドと合わせてフランチャイズを行うことでビジネスを拡大していった。

## 概要
U-ホールはアメルコ・リアル・エステイト（Amerco Real Estate）、リパブリック・ウェスタン・インシュランス（Republic Western Insurance）、そしてオックスフォード・ライフ・インシュランス（Oxford Life Insurance）を所有する持ち株会社アメルコ（Amerco、NASDAQ: UHAL）の子会社である。ショーン一家は現在約40%の株式を所有している。会社はトラック、トレーラー、その他の設備をレンタルしているが、多くのU-ホール・センターおよびディーラーは倉庫貸出、LPGガスの燃料補給、トレイラーの接続作業、カーペットの清掃、その他各種サービスも行っている。業界で最大のレンタカー保有台数と全米にくまなく展開している系列販売店により、顧客は競合他社より簡単にサービスを受けることができる。
全米に15,000ディーラーを構える会社の遍在性によって、その名前は時々普通名称化された商標として、他のレンタル会社のサービスに対しても使用される。スーパーグラフィックスとして知られる州固有の大きな絵と白と細い水平のオレンジの帯からなるレンタカーの統一デザインは広く認識されている。
米国には同様のビジネスを行う多くの企業があるが、最大の競合相手はバジェット・トラック・レンタル（Budget Truck Rental）とペンスク・トラック・レンタル（Penske Truck Rental）の2社である。